# Língua yawuru
Yawuru é uma língua nyulnyulana falada na costa ao sul de  Broome (Austrália Ocidental)
Gramaticalmente, lembra outras línguas nyulnyulanas. Tem uma ordem de palavras relativamente livre.
No final da década de 1990, o número de falantes fluentes de Yawuru caiu muito, mas alguns jovens se dedicaram a aprender a língua e agora a estão ensinando em escolas e em classes de adultos, em Broome.

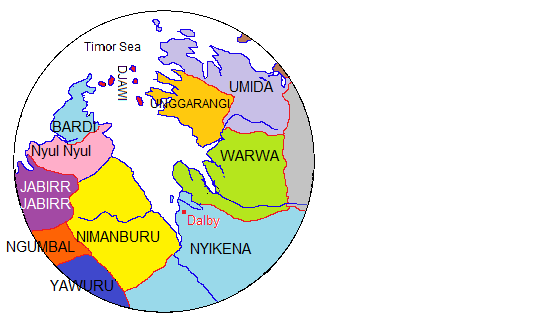
Mapa das terras tradicionais das tribos aborígenes australianas ao redor de Derby, Austrália Ocidental. Yawuru está em azul escuro

## Escrita
O alfabeto latino desenvolvido para a língua não apresenta as  letras E, O; C, F, H, J, Q, S, V, X, Z. Usam-se as formas Dy, Ly, Ny, Ng, Rd, Rl, Rr, Rry, Rt, Ty.

## Fonologia
Os fonemas vocálicos são vogais curtas /i/, /a/ e /u/, e vogais longas /i:/, /a:/ e /u:/ (essas soletrados ii, aa, uu).
Os sons consoantes são:
|                   |                   | Bilabial | Alveolar | Alveolar | Retroflexa | Palatal | Velar |
| plana             | palatalizada      | Bilabial |          |          | Retroflexa | Palatal | Velar |
| ----------------- | ----------------- | -------- | -------- | -------- | ---------- | ------- | ----- |
| Oclusiva          | surda             | p        | t        | tʲ       | ʈ          |         | k     |
| Oclusiva          | sonora/           | b        | d        | dʲ       | ɖ          |         | k/g   |
| Nasal             | Nasal             | m        | n        | nʲ       | ɳ          |         | ŋ     |
| Aproximante       | plana             |          | l        | lʲ       | ɭ          |         |       |
| Aproximante       | lateral           |          |          |          | ɻ          | j       | w     |
| Vibrante Múltipla | Vibrante Múltipla |          |          | rʲ       |            |         |       |
| Vibrante          | Vibrante          |          | ɾ        |          |            |         |       |

Os falantes também usam glotais oclusivas, implosivoa e ejetivas.
A estrutura silábica na posição inicial é #CV (:) (C (C)), na posição medial é CV (:) (C), e na posição final é CV (C (C)) #. # representando o limite da palavra, C representando consoante, V para vogal e V: para vogal longa. As sílabas mais comuns são CV ou CVC (CV: ou CV: C).

## Gramática
Não há classe de substantivo em Yawuru. Os advérbios pertencem à mesma classe dos nominais. Existe uma classe de verbos. Substantivos e adjetivos são diferenciados por meio do contexto semântico.

### Morfologia
Os nominais flexionam para caso e advérbios, pertencentes a esta classe, usam marcadores de caso. Os marcadores de caso são representados por enclíticos. Os nominais não têm uma classe de declinação. Os verbos se flexionam para denotar pessoa, número, tempo, humor e aspecto. Prefixos, sufixos e enclíticos são usados para conjugar verbos.
Existem quatro categorias de pessoas em Yawuru: primeira pessoa, segunda pessoa, terceira pessoa e quarta pessoa, que é composta por uma primeira pessoa inclusiva (inclui o falante e o ouvinte).

### Sintaxe
A ordem das palavras é flexível, com o verbo muitas vezes precedendo o assunto.

## Vocabulário
Yawuru tem um grande empréstimo de palavras das vizinhas línguas pama-nyungan,. O vocabulário é especificamente forte em termos de meio ambiente, refletindo na cultura.